# Oldklumpen

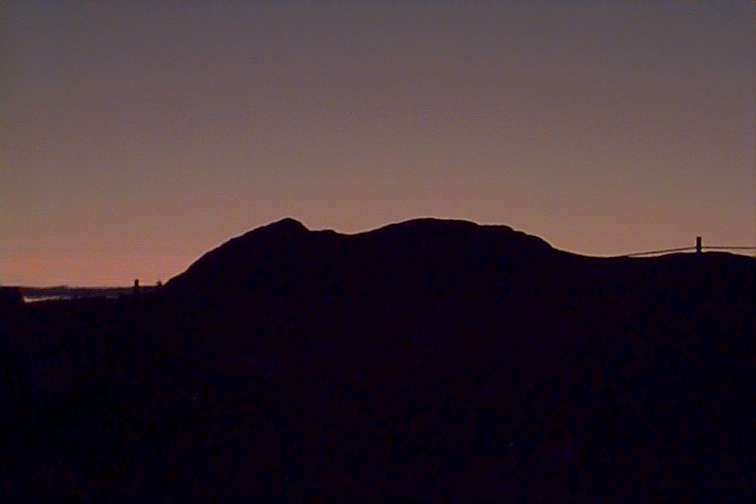
Oldklumpen på kvällen.

Oldklumpen är ett fjäll i Offerdals socken, Krokoms kommun, Jämtland. Fjället som når 879 meter över havet är beläget norr om Frankrikegården och utgör Oldfjällens sydvästligaste utlöpare.
En del av Oldklumpen är den s.k. trädgården, med en för Jämtlandsfjällen ovanlig växtlighet, bl.a. alm, vresros, bergglim, liten fetknopp och liljekonvalj. Detta område ingår i Oldklumpens naturreservat och denna del av fjället nås via Långsådalen, ett sameviste nära Stor-Mjölkvattnet på gränsen till Kalls socken i Åre kommun. 
Nära Oldklumpen finns Långsåfallet, ett vattenfall beläget i Långsån mellan Stor-Mjölkvattnet och Yttre Oldsjön. 
Vid Oldklumpen och Övre Oldsjön är Oldens kraftverk beläget, vilket numera ägs av Statkraft. Kraftverket producerar ca 320 gigawattimmar per år. Vattnet tas från ett flertal sjöar, bl.a. Stor-Mjölkvattnet och Nedre Fisklössjön, genom tunnlar. Fallhöjden är 260 meter.